# Limons
Limons ist eine französische Gemeinde mit 729 Einwohnern (Stand 1. Januar 2022) im Département Puy-de-Dôme in der Region Auvergne-Rhône-Alpes (vor 2016 Auvergne). Die Gemeinde gehört zum Arrondissement Riom (bis 2015 Thiers) und zum Kanton Maringues.

## Geografie
Limons liegt etwa 14 Kilometer südlich von Vichy am Allier. Umgeben wird Limons von den Nachbargemeinden Mons im Norden und Nordwesten, Ris im Nordosten, Puy-Guillaume im Osten, Charnat im Süden sowie Luzillat im Westen und Südwesten.

## Bevölkerungsentwicklung
| Jahr                       | 1962 | 1968 | 1975 | 1982 | 1990 | 1999 | 2006 | 2018 |
| Einwohner                  | 594  | 641  | 594  | 574  | 630  | 628  | 691  | 750  |
| Quellen: Cassini und INSEE |      |      |      |      |      |      |      |      |